# پاولوهراد
پاولوهراد (به روسی: Павлоград) شهری در استان دنیپروپتروفسک در کشور اوکراین واقع شده‌است. جمعیت این شهر ۱۰۱٬۴۳۰ نفر در سال ۲۰۲۲ است.

## نگارخانه

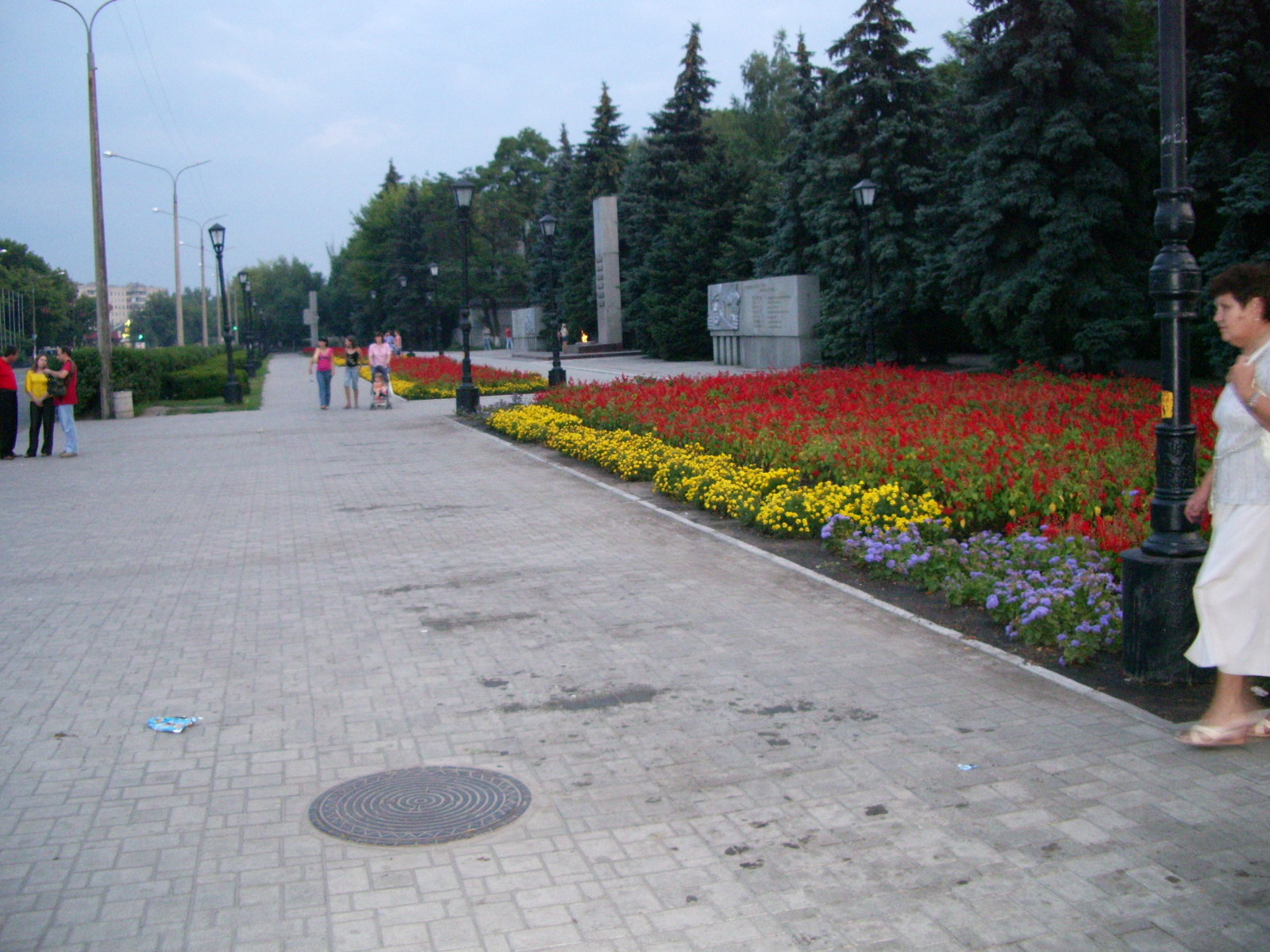
یک کوچه عابر پیاده در مرکز شهر پاولوهراد
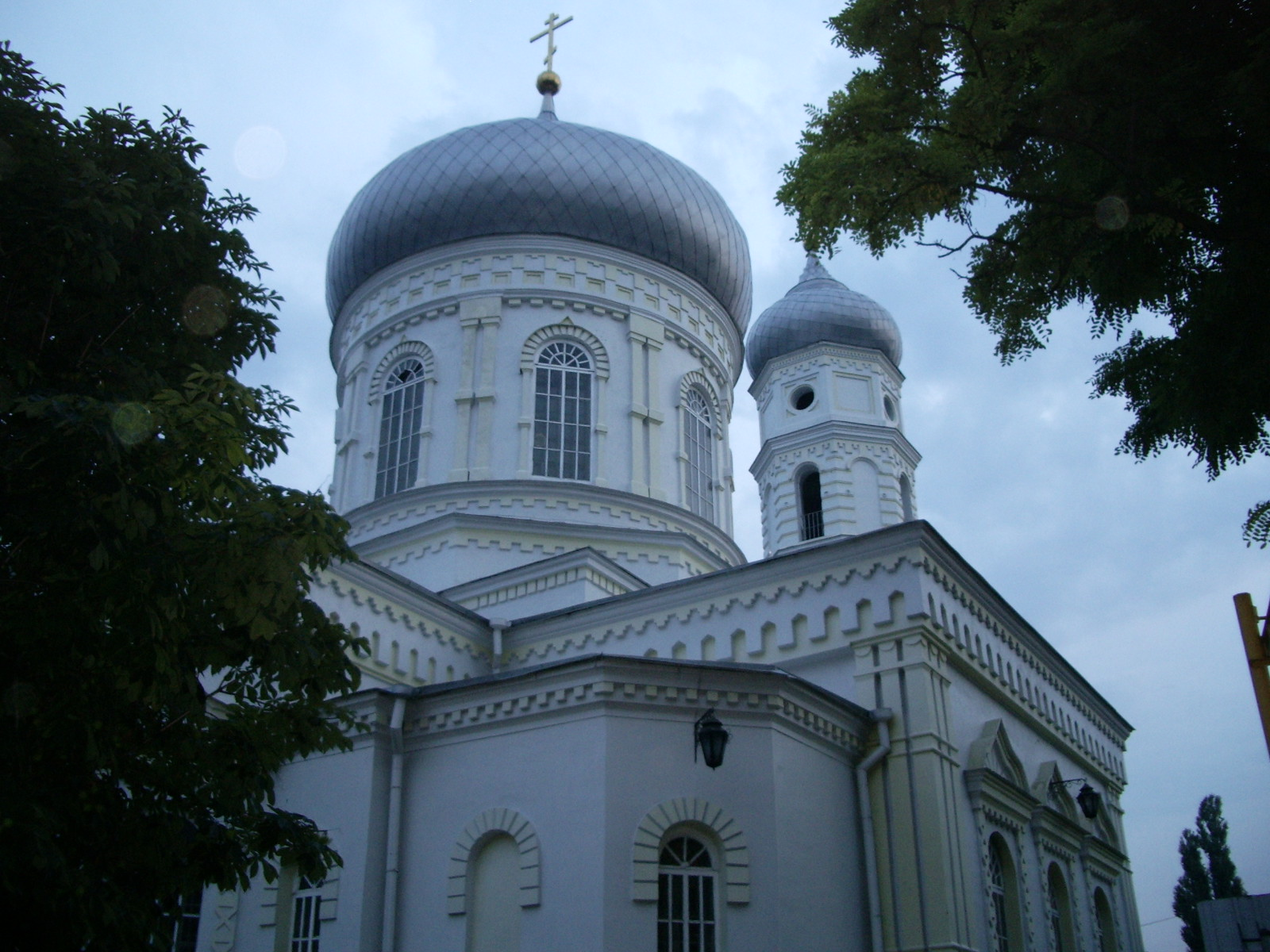
کلیسای هولوبیتسکی در پاولوهراد
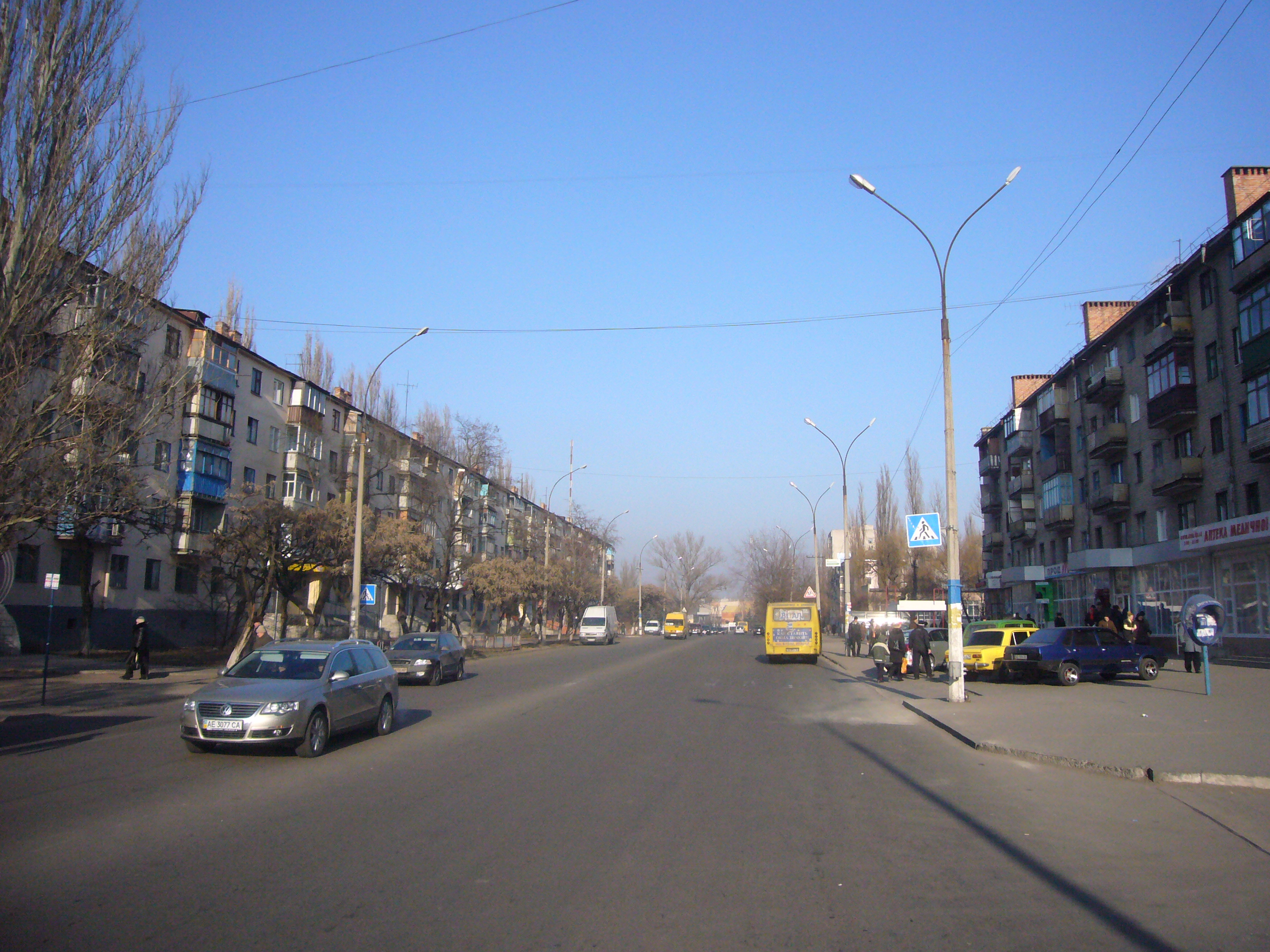
خیابان کارل مارکس
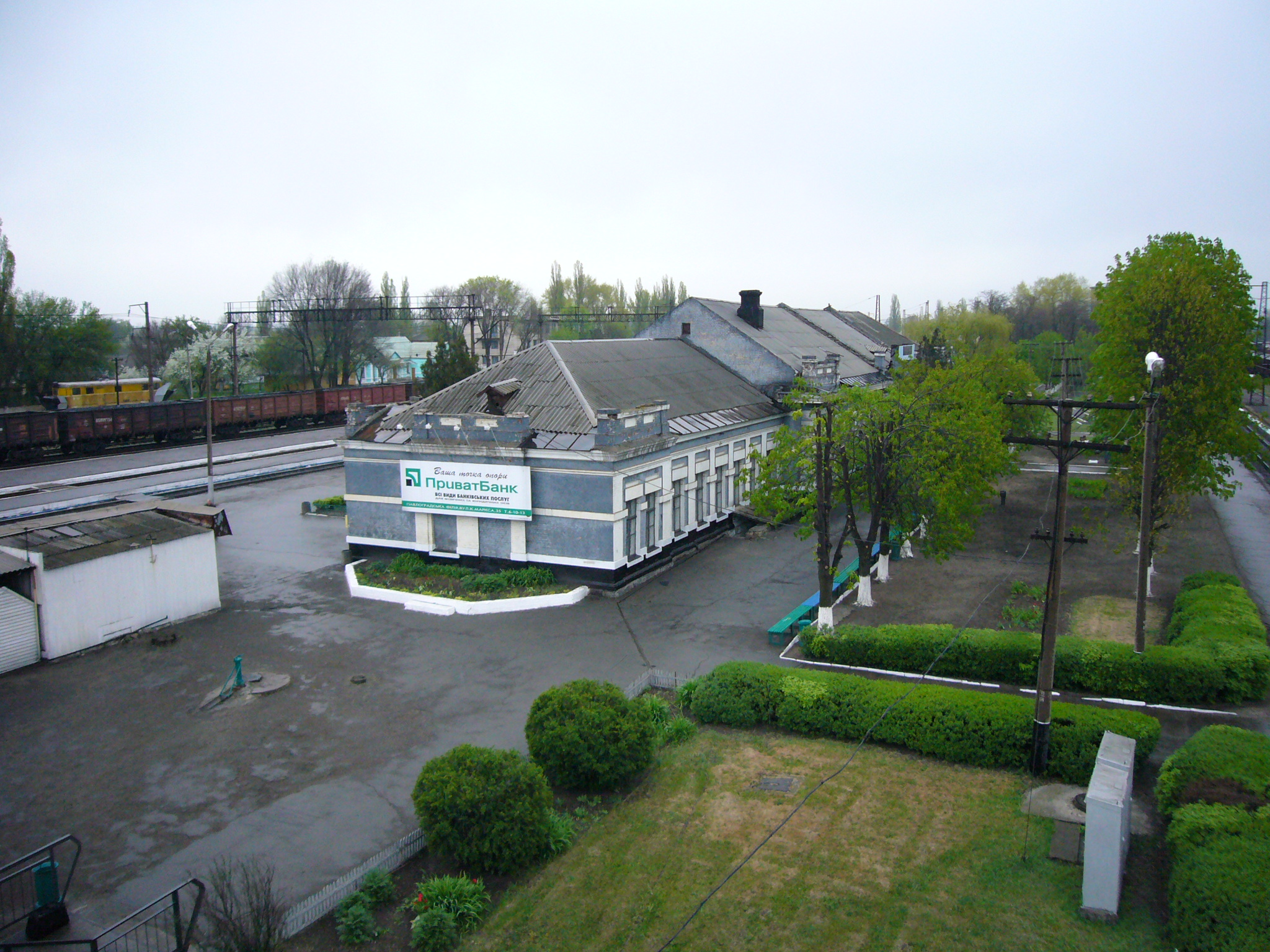
ایستگاه راه آهن پاولوهراد
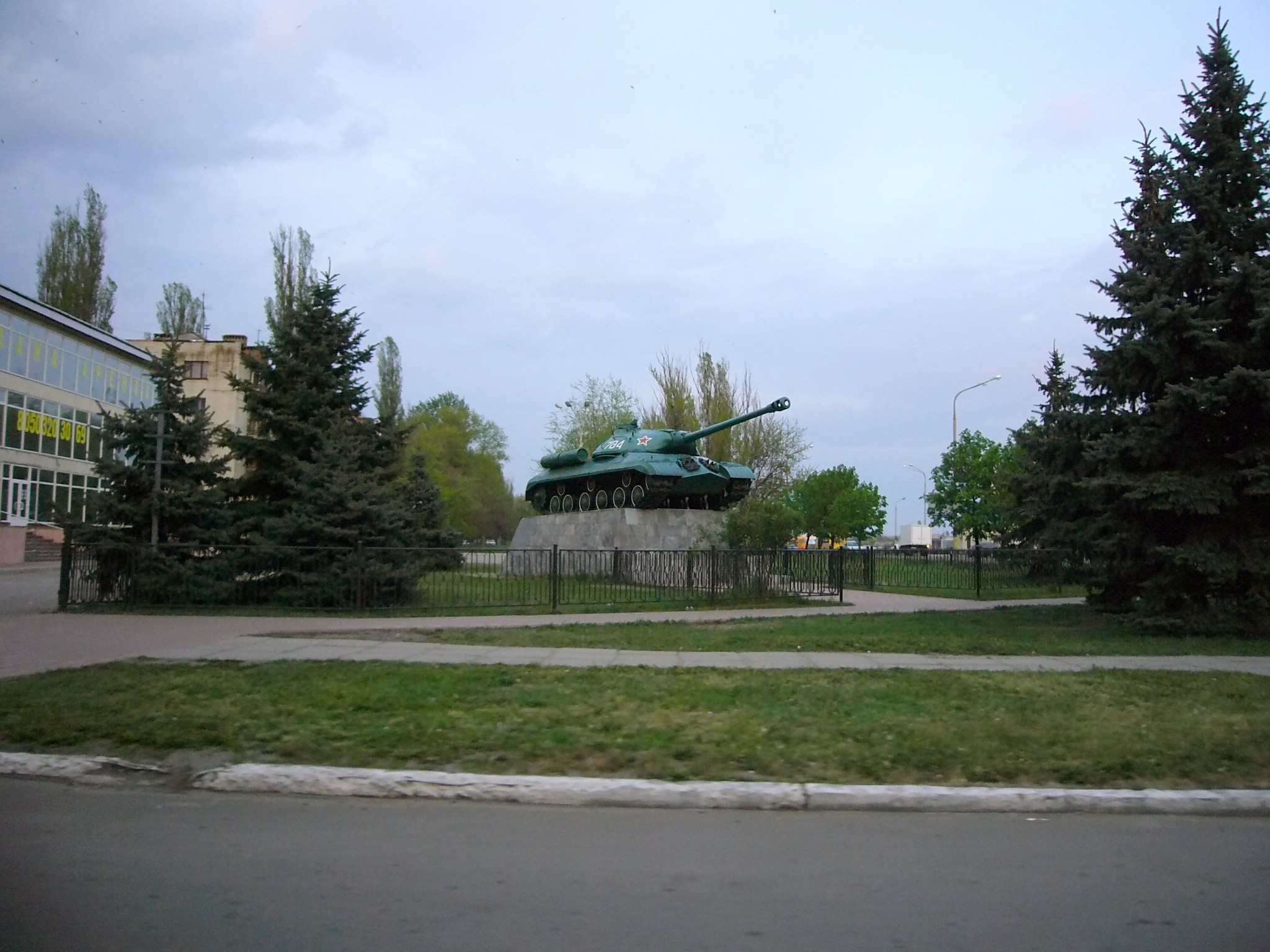
یادبود تانک، پاولوهراد
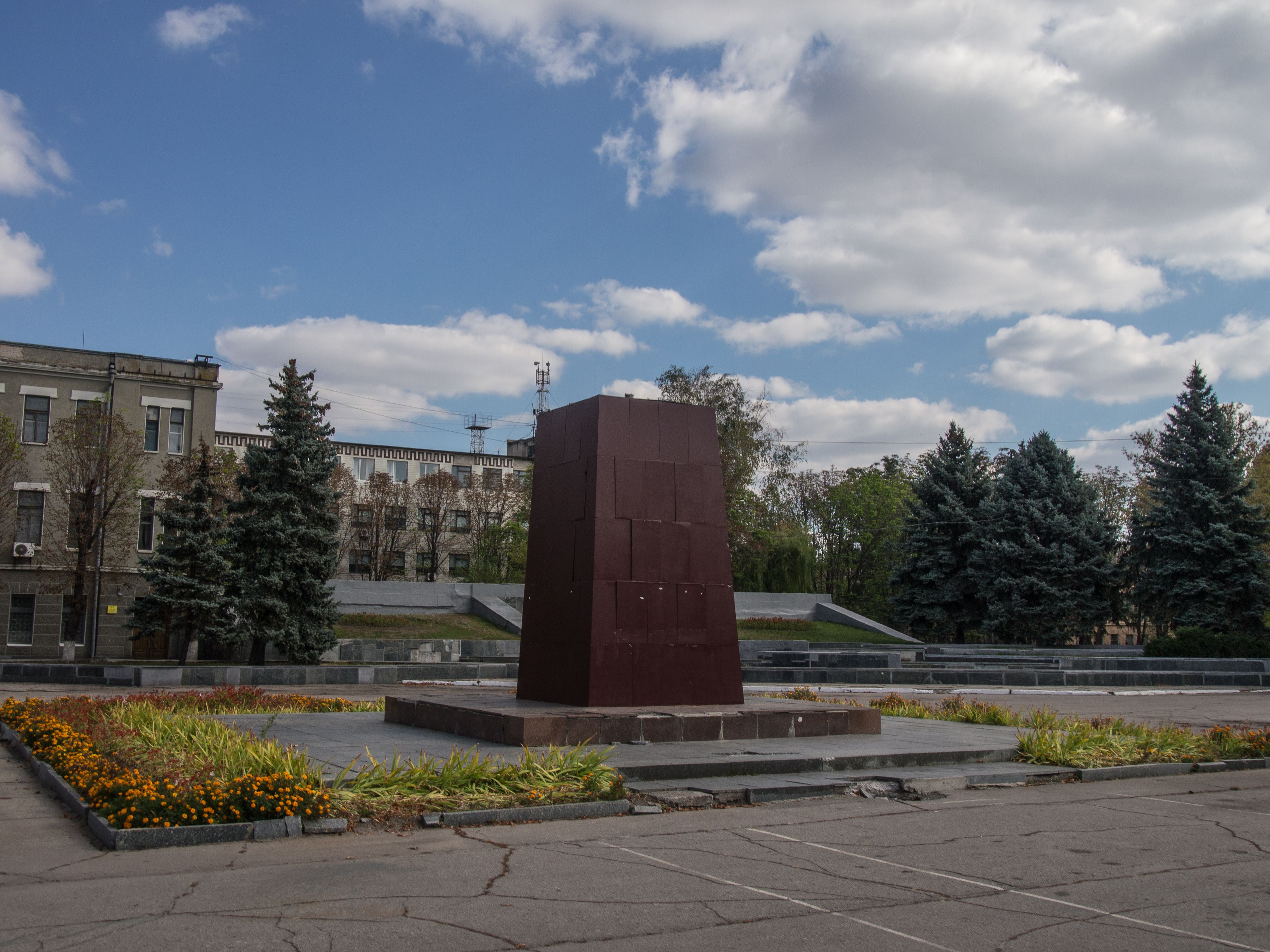
بنای یادبود در پاولوهراد